# Albizia polycephala
Albizia polycephala là một loài thực vật có hoa trong họ Đậu. Loài này được (Benth.) Killip miêu tả khoa học đầu tiên.